# Lucy Collett
Lucy Victoria Collett, även känd som Lucy V och Lucy Vixen, född 3 mars 1989 i Warwick, är en brittisk glamourmodell och så kallad Page 3-flicka. Hon vann dagstidningen The Suns modelltävling Page 3 Idol 2012, och har också medverkat i herrtidningar som Nuts, Zoo, Front, Loaded och Maxim. I maj 2013 kom hon på 89:e plats i herrtidningen FHM:s lista över de 100 sexigaste kvinnorna i världen.